# Aššur-dugul
Aššur-dugul war ein assyrischer König, dessen genaue Regierungsdaten unbekannt sind. Die assyrische Königsliste nennt ihn „Sohn eines Niemand“, was bedeutet, dass er nicht mit dem vorherigen Königshaus verwandt war. Die Khorsabad-Liste nennt ihn ausdrücklich lâ bêl kussê, Usurpator. Es ist das erste Mal, dass diese Bezeichnung verwendet wird. Die Liste nennt als weitere Niemandssöhne Assur-apla-idina, Naṣir-Sin, Sin-namir, Ipqi-Ištar, Adad-ṣalulu und Adasi, die zu Anfang seiner kurzen Regierung herrschten. Vermutlich handelt es sich um Thronstreitigkeiten, in denen sich letztlich Assur-dugul durchsetzte: er regierte sechs Jahre. Sein Nachfolger war wohl Belu-Bani (um 1700).
Poebel will in seiner ausführlichen Diskussion der Khorsabad-Liste die Rebellionen an das Ende der Regierungszeit von Aššur-dugul setzten. Das würde bedeuten, dass sich letztlich Adasi durchsetzte, dem sein Sohn Belu-Bani als König folgte. Damit müsste mit Adasi eigentlich eine neue Dynastie beginnen.
Julian Reade erwägt, dass es sich bei Aššur-dugul und Lullaya (ein Kosename) um ein und dieselbe Person handeln könne, und dass die sechs tuppišu-Könige Eponymenbeamte unter Aššur-dugul gewesen sein könnten.